# Magic (chanson du groupe MAX)
Pour les articles homonymes, voir Magic.
Singles de MAX
Never Gonna Stop It
(2000) Barairo no Hibi
(2000)
Magic (titré en majuscules : MAGIC) est le dix-septième single du groupe MAX.

## Présentation
Le single, le second produit par le groupe lui-même, sort le 24 mai 2000 au Japon sous le label avex trax, trois mois seulement après son précédent single Never Gonna Stop It. C'est son troisième single à sortir au format maxi-CD de 12 cm de diamètre. Il atteint la 10e place du classement des ventes de l'Oricon, et reste classé pendant cinq semaines. Vendu à un peu moins de 80 000 exemplaires, il est alors le single le moins vendu du groupe à l'exception des deux premiers, sortis en 1995.
C'est le deuxième single de MAX à contenir trois chansons originales et leurs versions instrumentales. La chanson-titre est utilisée comme thème musical dans une publicité pour le produit Coolpix de la marque Nikon. Elle figurera sur le quatrième album original du groupe, Emotional History qui sortira un an plus tard, ainsi que sur ses compilations Precious Collection de 2002 et Complete Best de 2010 ; elle ne sera pas reprise sur ses albums de remix. La deuxième chanson du single, Unforgettable, est utilisée comme thème musical dans une campagne officielle de prévention contre la drogue, mais restera inédite en album. La troisième, Whispers, figurera aussi sur Emotional History.

## Liste des titres
| CD    | CD                                               | CD                                | CD    | CD | CD | CD | CD | CD | CD |
| No    | Titre                                            | Paroles / Musique et arrangements | Durée |    |    |    |    |    |    |
| ----- | ------------------------------------------------ | --------------------------------- | ----- | -- | -- | -- | -- | -- | -- |
| 1.    | Magic (MAGIC)                                    | Rie Matsumoto / Yasushi Sasamoto  | 3:46  |    |    |    |    |    |    |
| 2.    | Unforgettable (UNFORGETTABLE)                    | Seriko Natsuno / Hitoshi Munakata | 5:01  |    |    |    |    |    |    |
| 3.    | Whispers (whispers)                              | Chihiro Close / Akira             | 4:05  |    |    |    |    |    |    |
| 4.    | Magic (Instrumental) (MAGIC ...)                 | (Instrumental) / Yasushi Sasamoto | 3:46  |    |    |    |    |    |    |
| 5.    | Unforgettable (Instrumental) (UNFORGETTABLE ...) | (Instrumental) / Hitoshi Munakata | 5:01  |    |    |    |    |    |    |
| 6.    | Whispers (Instrumental) (whispers ...)           | (Instrumental) / Akira            | 4:05  |    |    |    |    |    |    |
| 25:44 |                                                  |                                   |       |    |    |    |    |    |    |

## Crédits
- Production : MAX
- Co-production : Jun-Ichi "Randy" Tsuchiya, Max Matsuura
- Direction : Ko "31" Yoshioka, Toshio Fujiwara
- Production exécutive : Jonny Taira
- Manipulation électronique : Morihito Joyama, Takashi Okano
- Masterisation : Yuka Koizumi
- Enregistrement : Shinichi Usui, Takeshi Takizawa, Toshio Misu
- Mixage : Shinichi Usui
- Basse : Yasushi Sasamoto (titre n°1)
- Guitare : Zaindre Yarborough (titre n°1), Naoki Hayashibe (titre n°2)